# The Vigil (película de 2019)
The Vigil (La vigilia) es una película de terror sobrenatural estadounidense de 2019 escrita y dirigida por Keith Thomas en su debut como director.  Está protagonizada por Dave Davis, Menashe Lustig, Malky Goldman, Fred Melamed, Nati Rabinowitz y Lynn Cohen. Trata de un joven que tiene la tarea de velar a un miembro fallecido de su antigua comunidad judía ortodoxa, pero es atacado por un espíritu malévolo conocido como Mazzik (nombre que se encuentra en el Talmud como mazzikin: מזיקין). La película tiene como productor ejecutivo Jason Blum a través de su casa productora Blumhouse Productions.
The Vigil se estrenó en el Festival Internacional de Cine de Toronto en septiembre de 2019.  La película recibió un estreno en cines limitado en el Reino Unido, Irlanda y Nueva Zelanda en julio de 2020, antes de ser estrenada internacionalmente el 5 de agosto de 2020. Fue lanzada en los Estados Unidos el 26 de febrero de 2021 por IFC Midnight .

## Argumento

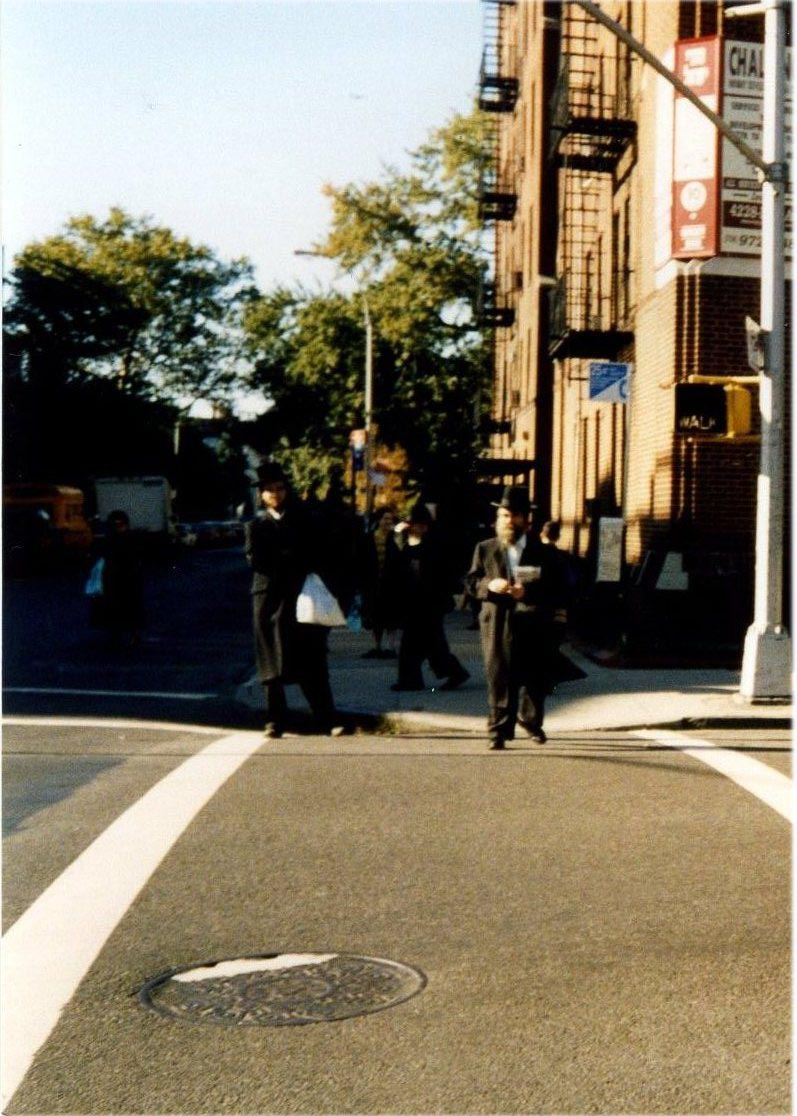
La película está ambientada en el barrio de Borough Park, Brooklyn, donde se encuentra una de las mayores comunidades Judías ortodoxas.

La película comienza con un niño no identificado que es obligado por un hombre con uniforme nazi a dispararle a una joven en un bosque, mientras una extraña figura se les acerca en el fondo.
El filme corta a la época actual, en Brooklyn, EUA, para presentar a Yakov Ronen, un hombre joven que ha abandonado la comunidad judía ultra-ortodoxa. Él está luchando para lidiar con un evento traumático no especificado en su pasado y para pagar su alquiler, debido a que no tiene trabajo. Tras salir de una reunión con amigos, Reb Shulem, un miembro de su antigua iglesia, se acerca a él para pedirle que sirva como shomer (custodio que vela el cadáver de un individuo desde el momento de la muerte hasta su sepultura) al recién difunto Rubin Litvak, un sobreviviente del holocausto. Shulem había contratado previamente a otro individuo, quien había renunciado "por miedo" hacía unas horas y Yakov tenía experiencia previa, por lo  que acepta el trabajo después de negociar una tarifa más alta. Pasada la medianoche, Ronen y Shulem se presentan en la casa de la viuda de Litvak, que sufre de la enfermedad de Alzheimer y acepta a regañadientes a Ronen como shomer, y Shulem le informa a Ronen que los hombres del servicio funerario llegarán en cinco horas (al amanecer).
Yakov Ronen comienza su vigilia, evitando los rezos tradicionales, pero luego comienza a escuchar ruidos extraños y cree ver una figura oscura en el comedor de la casa. Encuentra en un libro de oraciones una foto de Litvak y su familia con lo que parece ser una figura sombría detrás de ellos, y mientras trata de relajarse y dormir un rato, tiene una pesadilla sobre su hermano menor siendo atormentado por unos hombres. Al despertar, Yakov experimenta eventos extraños adicionales, como las luces parpadeando mientras le envía un mensaje de texto a su amiga Sarah, y encuentra un video en su teléfono enviado por un número desconocido. El video muestra a la Sra. Litvak que se le acerca a Yakov y le toca la cara mientras él duerme; el archivo de video desaparece de su teléfono unos segundos después.
Ronen tiene dificultades para conciliar el sueño, y luego tiene una conversación con la Sra. Litvak, quien le cuenta que en esa casa sólo quedaban ella y su esposo, pues tuvo que "mandar lejos" a sus familiares. Ronen luego encuentra un televisor en el sótano, reproduciendo una grabación de video del Sr. Litvak. En la grabación, Litvak explica que es atormentado por un mazzik, un espíritu malévolo, desde su tiempo en el campo de concentración de Buchenwald, que se aferra a una "persona rota", pero también que ha descubierto una forma de liberarse: el "verdadero rostro" de la entidad, cuanto toma una forma corpórea, debe ser quemado al amanecer en la primera noche de su aparición para así exorcizarlo. El mazzik aparece detrás de Ronen y huye del sótano. Ronen recibe una llamada aparentemente de parte de su médico, el Dr. Kohlberg, quien lo está tratando por estrés postraumático, y de su hermano muerto, quien le pregunta: "¿Por qué me dejaste morir?". Ante estos ataques de la entidad demoníaca, Yakov trata de escapar de la casa y llevarse a la viuda, aunque ella le advierte que él lleva ya "demasiado tiempo en la casa" y que la entidad "no le permitirá escapar". Sin embargo, Ronen empieza a caminar por la calle, pero de repente sus articulaciones crujen y en medio de un gran dolor, se ve obligado a regresar a la casa. Al llegar, se cae por los escalones después de ser sorprendido por el demonio que aparece frente a la puerta. Un flashback luego revela que el hermano de Ronen murió en un accidente automovilístico después de escapar de los hombres que lo acosaban, y él se ha sentido culpable por su muerte desde entonces, ya que, presa del pánico, no pudo hacer nada para evitarlo.
Con la ayuda de la Sra. Litvak, Ronen se enfrenta al mazzik, que ha cambiado de forma su rostro para parecerse ahora al de Yakov. Después de dudar inicialmente, Ronen prende fuego al rostro de la entidad, la cual comienza a hacer que el cuerpo del Sr. Litvak se contorsione ruidosamente. Un flashback revela que Litvak fue el niño obligado a dispararle a la joven en la escena inicial; el intenso dolor y pena que sintió Litvak después de la ejecución hizo que el espíritu demoníaco se aferrara a él. Ronen recita las oraciones para que el alma del difunto pueda descansar en paz. 
Al amanecer, la Sra. Litvak aparece más lúcida y tranquila, y sale de la casa para ver la luz del nuevo día. Entonces, llegan hombres de la funeraria para recoger el cuerpo de Litvak, y Shulem le pide a Ronen que asista a las oraciones matutinas con él; Yakov rechaza su oferta, diciendo "hoy no". Cuando sale de la casa, se ve una figura oscura (presumiblemente el mazzik) siguiendo a Ronen fuera de la casa y dirigiéndose por la calle detrás de él.

## Elenco
- Dave Davis como Yakov Ronen
- Menashe Lustig como Reb Shulem
- Malky Goldman como Sarah
- Fred Melamed como Dr. Kohlberg
- Lynn Cohen como la Sra. Litvak
- Ronald Cohen como el Sr. Litvak
- Nati Rabinowitz como Lane
- Moshe Lobel como Lazer
- Lea Kalisch como Adina
- Efraim Miller como Hersch

## Estreno
The Vigil se estrenó en el Festival Internacional de Cine de Toronto de 2019 en septiembre de 2019. 
En 2020, la película fue adquirida por Blumhouse Productions. La película recibió un estreno teatral limitado en el Reino Unido e Irlanda en julio de 2020 a través de Vertigo Releasing. Comenzó a proyectarse en cines selectos de Nueva Zelanda el 16 de julio y se estrenó internacionalmente el 5 de agosto de 2020.  En octubre de 2020, IFC Midnight adquirió los derechos de distribución de la película para Estados Unidos de Blumhouse y la fijó para su estreno el 26 de febrero de 2021.

## Recepción

### Taquilla
Tras su lanzamiento en el Reino Unido e Irlanda, The Vigil recaudó £ 30,302 ($ 39,500 USD) en 97 sitios durante su primer fin de semana.

### Crítica
En el sitio web del agregador de reseñas Rotten Tomatoes, la película tiene una calificación de aprobación del 90% basada en 112 reseñas, con una calificación promedio de 7.1/10 . El consenso de los críticos del sitio dice: "Consistentemente inteligente y espeluznante, The Vigil extrae horror sobrenatural de una atmósfera rica de un pozo profundo de tradiciones religiosas". En Metacritic, la película tiene una puntuación de 69 sobre 100, basada en 18 críticos, lo que indica "críticas generalmente favorables".
Dennis Harvey, de Variety, dio a la película una crítica mayoritariamente positiva, calificándola de "escalofriante a pequeña escala, efectivamente espeluznante, que hace un buen trabajo eliminando el suspenso de su historia simple y su entorno limitado".  Eric Kohn de IndieWire le dio a la película una calificación de B, elogiando la actuación de Davis y escribiendo que, "incluso cuando The Vigil se instala en una rutina de drama familiar, aborda esa tarea con un enfoque pulido, a veces incluso elegante, de la fórmula de una casa embrujada". 
Jordan Mintzer de The Hollywood Reporter escribió que el guionista y director Keith Thomas "mantiene la tensión alta durante la mayor parte de la película, incluso si algunas de sus tácticas para asustar pueden parecer redundantes", y que "transforma la cultura ortodoxa en material sangriento para un película de terror ".  Phil Hoad de The Guardian le dio a la película una puntuación de 3 estrellas sobre 5, escribiendo que la película "no examina el creciente antisemitismo, por lo que no tiene el mismo impacto contemporáneo que Get Out con respecto a Black Lives Matter, o The Hombre invisible para #MeToo ", pero agregó: "es de todos modos un filme escalofriante, auténticamente judío y razonablemente competente". Joe Lipsett de Bloody Disgusting escribió que "The Vigil no rompe exactamente el molde de las películas de espíritus demoníacos, aunque su diseño de sonido, iluminación y desempeño principal ciertamente la convierten en una entrada sólida".
Brian Tallerico de RogerEbert.com le dio a la película una crítica mayoritariamente negativa, escribiendo: "Lamentablemente, el director Keith Thomas no confía en sus propios temas o sentido visual, se traga toda la película en un diseño de sonido abrasivo y depende de los sustos repentinos". Barry Hertz, de The Globe and Mail, describió la película como "el equivalente cinematográfico de gefilte fish novato ", y agregó: "En el intento del escritor y director Keith Thomas de agregar una capa de novedad temática a un género familiar, se le ocurrió una mezcolanza que satisfará sólo a aquellos con gustos extremadamente adquiridos".